# Champagne Showers
Champagne Showers è un brano musicale del duo elettrorap statunitense LMFAO, eseguito in collaborazione con Natalia Kills e GoonRock ed estratto come secondo singolo dal loro secondo album Sorry for Party Rocking.
Nel Regno Unito ha venduto 75.000 copie.

## Il video
Il video musicale del brano è il seguito del precedente videoclip, Party Rock Anthem, ed è stato pubblicato il 28 giugno 2011.
Il video si apre con l'ingresso dei due componenti del gruppo che entrano in un parcheggio completamente vuoto con una macchina.
Dopo aver parcheggiato la macchina i due escono per consultare la mappa della città per capire come ritrovare la loro strada.
Durante la consultazione, i due protagonisti vengono assaliti da un uomo visibilmente provato dall'uso di droghe e altre sostanze eccitanti che li riconosce chiamandoli "shuffle guys" (traducibile con "ragazzi dello shuffle") e li invita ad una festa.
La canzone ha inizio quando i due entrano nel club, dove subito cominciano a ballare insieme agli altri.
Dopo alcuni minuti di sfrenato ballare i due protagonisti si accorgono di essere stati presi di mira da un gruppo di ragazze-vampiro. I due cominciano a scappare da loro e vengono salvati da una persona somigliante Gesù che mostra loro delle scatole contenenti "champagne sacro" che i due poi usano per scacciare i vampiri.
Il videoclip termina con tutte le persone del club che ballano lo shuffling sulle note della canzone.
Il video ha ottenuto la certificazione Vevo, per 2 volte con oltre 260.000.000 visualizzazioni su YouTube.

## Classifiche e vendite
| Classifica (2011)                         | Posizione massima |
| ----------------------------------------- | ----------------- |
| Australia                                 | 9                 |
| Austria                                   | 18                |
| Belgio (Fiandre)                          | 23                |
| Belgio Dance Charts (Fiandre)             | 9                 |
| Belgio Ultratip Bubbling Under (Fiandre)  | 5                 |
| Belgio Dance Bubbling Under (Fiandre)     | 4                 |
| Belgio (Vallonia)                         | 43                |
| Belgio Dance Charts (Vallonia)            | 7                 |
| Belgio Ultratip Bubbling Under (Vallonia) | 7                 |
| Belgio Dance Bubbling Under (Vallonia)    | 1                 |
| Canada                                    | 53                |
| Francia                                   | 12                |
| Germania                                  | 41                |
| Irlanda                                   | 15                |
| Nuova Zelanda                             | 8                 |
| Polonia                                   | 49                |
| Paesi Bassi                               | 2                 |
| Regno Unito                               | 32                |
| Regno Unito Dance Charts                  | 9                 |
| Repubblica Ceca                           | 54                |
| Scozia Dance Single Charts                | 28                |
| Slovacchia                                | 25                |
| Svizzera                                  | 56                |
| Stati Uniti                               | 36                |
| Ungheria                                  | 34                |

| Unità vendute                         |
| ------------------------------------- |
| - Francia 60.000 - Regno Unito 75.000 |